# Cankarjeva založba
Cankarjeva založba (kratica CZ) je založniško podjetje v Ljubljani. 1. junija 1945 jo je ustanovil Centralni komite Komunistične partije Slovenije (CK KPS), danes je del Skupine Mladinska knjiga.

## O založbi
Leta 1956 se je združila s Slovenskim knjižnim zavodom (pri obeh je bil med ustanovitelji Silvester Škerl) in se vključila v sklop Združenega podjetja Ljudska pravica. Od leta 1969 je poslovala kot samostojna delovna organizacija. Leta 2003 je bila ustanovljena Cankarjeva založba – Založništvo, d. o. o. Družba je mirovala do oktobra 2004, ko se je vanjo iz delniške družbe Cankarjeva založba preneslo opravljanje založniške dejavnosti. Ustrezne službe Mladinske knjige prav tako skrbijo za storitve likovno-tehničnega urejanja, pridobitev tujih avtorskih pravic, tisk ipd. Cankarjeva založba ima danes dva zaposlena, tri urednike in direktorja. 
V prvih tednih po osvoboditvi je Cankarjeva založba prevzela založniško dejavnost agitpropa pri CK KPS. Njena osnovna dejavnost je bila usmerjena v množično izdajanje političnopropagandne, klasične in sodobne marksistične literature ter naprednega tujega in domačega slovstva. Temu je v osnovi ostala zvesta tudi potem, ko je s pridružitvijo Slovenskega knjižnega zavoda razširila dejavnost in začela izdajati tudi drugo leposlovje, poljudno znanost, leksikografijo ... V programu založbe so zastopani najodličnejši domači in tuji pisatelji (Matej Bor, Milan Dekleva, Ciril Kosmač, Kajetan Kovič, Svetlana Makarovič, Gregor Strniša, Jože Udovič, Vinko Möderndorfer, Javier Marias, Gustave Flaubert ...). Do pridružitve Mladinski knjigi se je ukvarjala še z izvozno-uvozno dejavnostjo, prodajo pisarniške in računalniške opreme, izdajanjem koledarjev in drugih komercialnih tiskov.

## Najpomembnejše izdaje
Najpomembnejše ideološke izdaje Cankarjeve založbe so Leninova izbrana dela v štirih knjigah (COBISS), kritična izdaja zbranih del Marxa in Engelsa (COBISS), 18 knjig govorov in člankov Josipa Broza - Tita (COBISS) in zbrano delo Borisa Kidriča (COBISS) v treh knjigah. Med najpomembnejše literarne izdaje spadajo izbrana dela Ivana Cankarja (COBISS) v desetih in šestih knjigah, zbirka Sto romanov, 100 del iz svetovne književnosti v uredništvu Antona Ocvirka, z izčrpnimi spremnimi besedami in v nakladi 1.904.070 izvodov, ki spada med najambicioznejša slovenska založniška dejanja, izbor del Nobelovih literarnih nagrajencev Nobelovci (98 knjig, 1.175.800 izvodov) v uredništvu Janka Modra, zbirke XX. stoletje, Moderni klasiki, S poti in Bralna znamenja, leksikalna dela (Leksikon Cankarjeve založbe (COBISS), tematski Leksikoni Cankarjeve založbe, Verbinčev Slovar tujk (COBISS), razni priročniki (npr. kuharska knjiga Felicite Kalinšek (COBISS), pomembni monografiji pa sta Zakladi Slovenije (COBISS), Kmeclov esejistični prikaz Slovenije, in monografija o Jožetu Plečniku z naslovom Jože Plečnik: Dunaj, Praga, Ljubljana (COBISS).

## Direktorji in uredniki založbe

#### Direktorji
Alenka Kepic Mohar, Bojan Kuhar, Miloš Mikeln, Lev Modic, Janez Stanič, Djuro Šmicberger, Marija Vilfan, Beno Zupančič, Martin Žnideršič ...

#### Uredniki
Andrej Blatnik, Sašo Puljarević, Nina Žitko Pucer in nekdanji Aljoša Harlamov, Ksenija Dolinar, Zdravko Duša, Seta Knop, Bronislava Aubelj, Marjan Krušič, Peter Levec, Tomaž Mastnak, Janko Moder, Andrej Novak, Tone Pavček, Stanka Rendla, Meta Sluga, Janez Stanič, Jaša Zlobec ...